# Új-guineai erszényespele
Az új-guineai erszényespele (Cercartetus caudatus) az emlősök (Mammalia) osztályának az erszényesek (Marsupialia) alosztályágához, ezen belül a diprotodontia rendjéhez tartozó erszényespele-félék családjához tartozó egyik faj.

## Elterjedése
Új-Guinea szigetének mind két államában, Indonéziában és Pápua Új-Guineában és Ausztrália északi részén honos.

## Alfajai
- Cercartetus caudatus caudatus (Milne-Edwards, 1877)
- Cercartetus caudatus macrurus (Mjöberg, 1916)

## Megjelenése
Testhossza 128–151 mm. Testtömege 30 gramm. Nagy szemei és egérszerű fülei vannak.

## Életmódja
Éjjel aktív. Tápláléka nektár, rovarok és pollen.

## Szaporodása
A 460 napig tartó vemhesség végén 1-4 kölyköt hoz világra a nőstény. A kölykök 45 napig maradnak anyjuk erszényében.